# Світ, повний чудес
«Світ, повний чудес» (англ. Wonderstruck) — американський драматичний фільм 2017 року, поставлений режисером Тоддом Гейнсом за однойменною дитячою книгою і сценарієм Браяна Селзніка (2011). Стрічку було відібрано для участі в основній конкурсній програмі 70-го Каннського міжнародного кінофестивалю (2017) у змаганні за Золоту пальмову гілку.

## Сюжет
У основі сюжету стрічки — історії юних Бена і Роуз, які живуть в різні епохи і не можуть змиритися зі світом, що їх оточує. У 1927 році Роуз тікає до Нью-Йорка, щоб побачити свого кумира — акторку Лілліан Мейг'ю. Бен також залишає свій будинок, щоб вирушити до Нью-Йорка на пошуки батька, але вже в 1977 році. Обоє потрапляють в одне й те саме місце, яке пояснює зв'язок між їхніми життями.

## У ролях
| • Оакс Фіглі         | … | Бен                         |
| • Мішель Вільямс     | … | Елейн                       |
| • Джуліанн Мур       | … | Лілліан Мейг'ю / стара Роуз |
| • Міллісент Сіммондс | … | юна Роуз                    |
| • Емі Гаргрівз       | … | тітка Дженні                |
| • Том Нунан          | … | старий Волтер               |
| • Корі Майкл Сміт    | … | Волтер                      |
| • Лорен Рідлофф      | … | Перл                        |
| • Морган Тернер      | … | Дженет                      |
| • Джеймс Урбаняк     | … |                             |
| • Деміен Янг         | … | Отто                        |

## Знімальна група
- Автор сценарію — Браян Селзнік, за своєю книгою «Світ, повний чудес» (2011)
- Режисер-постановник — Тодд Гейнс
- Продюсери — Памела Коффлер, Джон Слосс, Крістін Вачон
- Виконавчий продюсер — Браян Белл
- Співпродюсер — Френк Мюррей
- Оператор — Едвард Лахман
- Композитор — Картер Беруелл
- Монтаж — Аффонсо Гонсалвес
- Художник-постановник — Марк Фрідберг
- Художник по костюмах — Сенді Пауелл
- Художник-декоратор — Дебра Шутт
- Артдиректори — Раян Гек, Кім Дженнінгс
- Підбір акторів — Лора Розенталь

## Нагороди та номінації
| Список нагород та номінацій         | Список нагород та номінацій | Список нагород та номінацій | Список нагород та номінацій | Список нагород та номінацій | Список нагород та номінацій |
| Кінопремія                          | Дата церемонії              | Категорія                   | Номінант(и)                 | Результат                   | Дж                          |
| ----------------------------------- | --------------------------- | --------------------------- | --------------------------- | --------------------------- | --------------------------- |
| Каннський міжнародний кінофестиваль | 28.05.2017                  | Золота пальмова гілка       | Світ, повний чудес          | Номінація                   | [ 1 ]                       |